# Knödel
Knödel (plural: Knödeln), Kloß ou Kloss (plural: Klöße, Klosse), Canedele (plural: canederli, canedeli) ou, ainda Knedlíky, Kniddelen, é uma bola de massa feita à base de pão, farinha e especiarias, servida como refeição principal ou acompanhamento nas gastronomias da Áustria, Itália (Tirol Meridional), Alemanha, Luxemburgo, Suíça, na região da Boémia, e nas regiões de colonização tirolesa e germânica da América Latina, como no Brasil.

## Origem e características

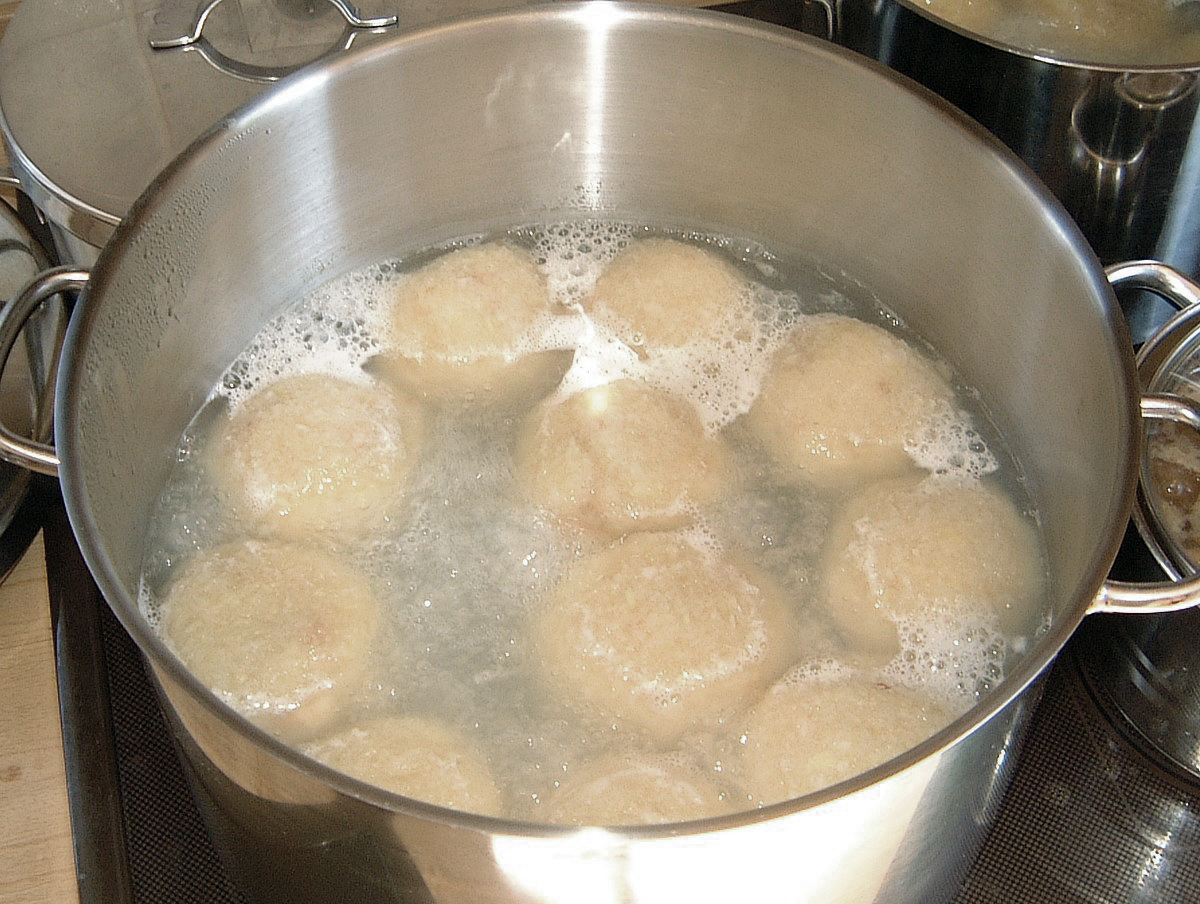
Cozinhando os Klösse - como se faz há mais de 180 anos nas regiões de imigração alemã do Rio Grande do Sul e Santa Catarina, no Brasil.

Existem muitos nomes para este prato versátil, dependendo da região. Sua origem parece ser realmente na Europa, no Tirol, onde é servido tradicionalmente em uma sopa ou como acompanhamento. A especialidade pode ser preparada com farinha de trigo, semolina, batatinha inglesa, pão velho (de ontem, dormido), temperos e linguiça.
Técnica básica de preparação: Todo o Knödel deve flutuar na água fervente uma vez pronto para ser servido.
Vale notar que vários povos europeus possuem suas próprias versões de Knödel. Basicamente, ele difere do Spätzle, também soletrado Spaetzle (um tipo de nhoque feito com farinha de trigo), por ser bem maior em tamanho.
Nas áreas de colonização alemã no sul do Brasil, o Kloß é considerado um dos pratos tradicionais e um legado culinário do regionalismo germânico. Na cidade catarinense de Treze Tílias, fundada por imigrantes austríacos originários principalmente do Tirol, ocorre todos os anos a Knödelfest ("festa dos Knödel"), sempre no mês de julho.

## Tipos de knödel
- Tiroler Knödel
- Semmelknödel
- Serviettenknödel
- Germknödel
- Topfenknödel
- Zwetschkenknödel
- Spinatknödel
- Käseknödel

## Galeria

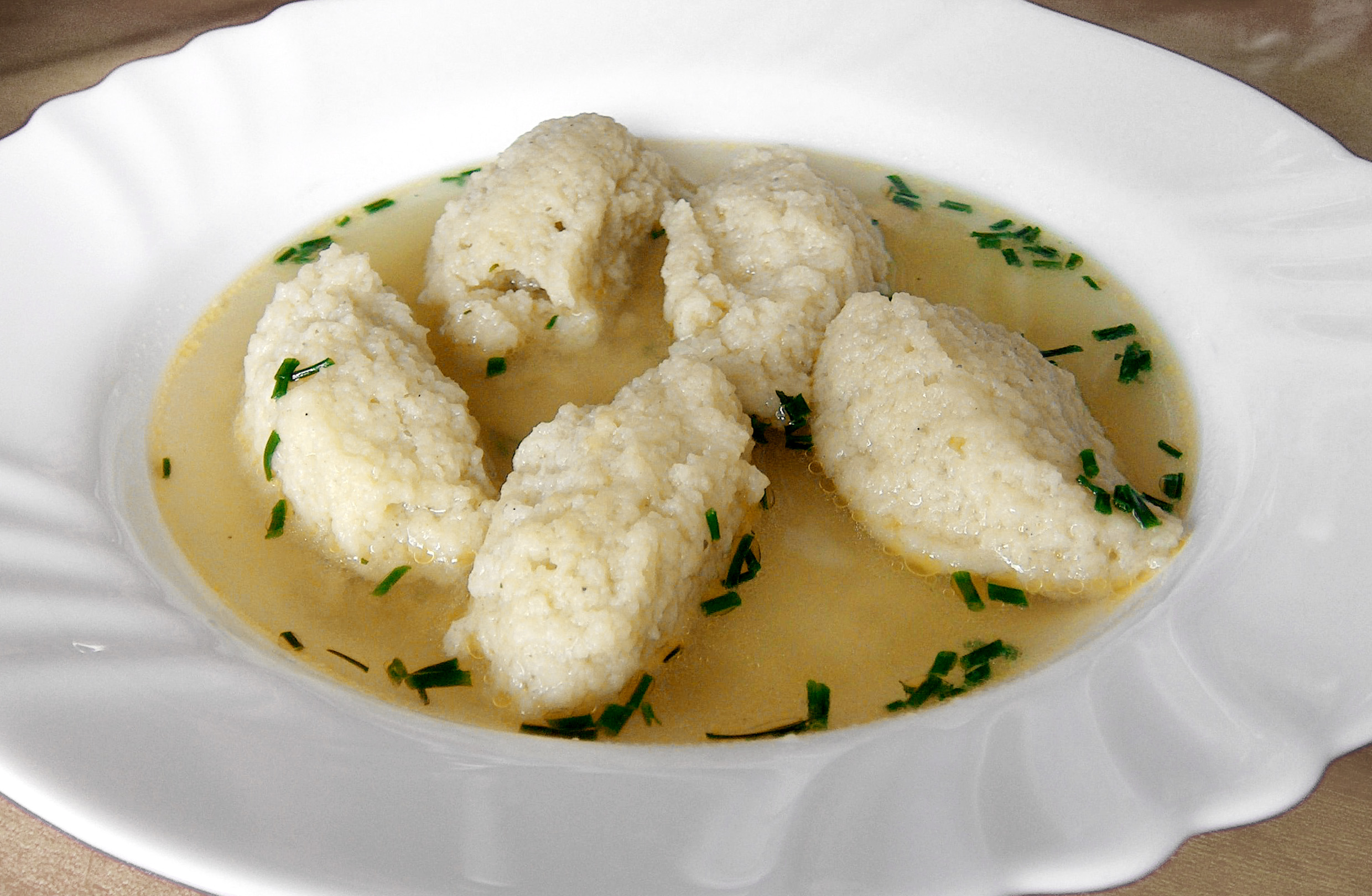
Grießklößchen são pequenos Klösse preparados com farinha semolina, leite, ovos, e manteiga; aqui servidos em caldo de galinha.
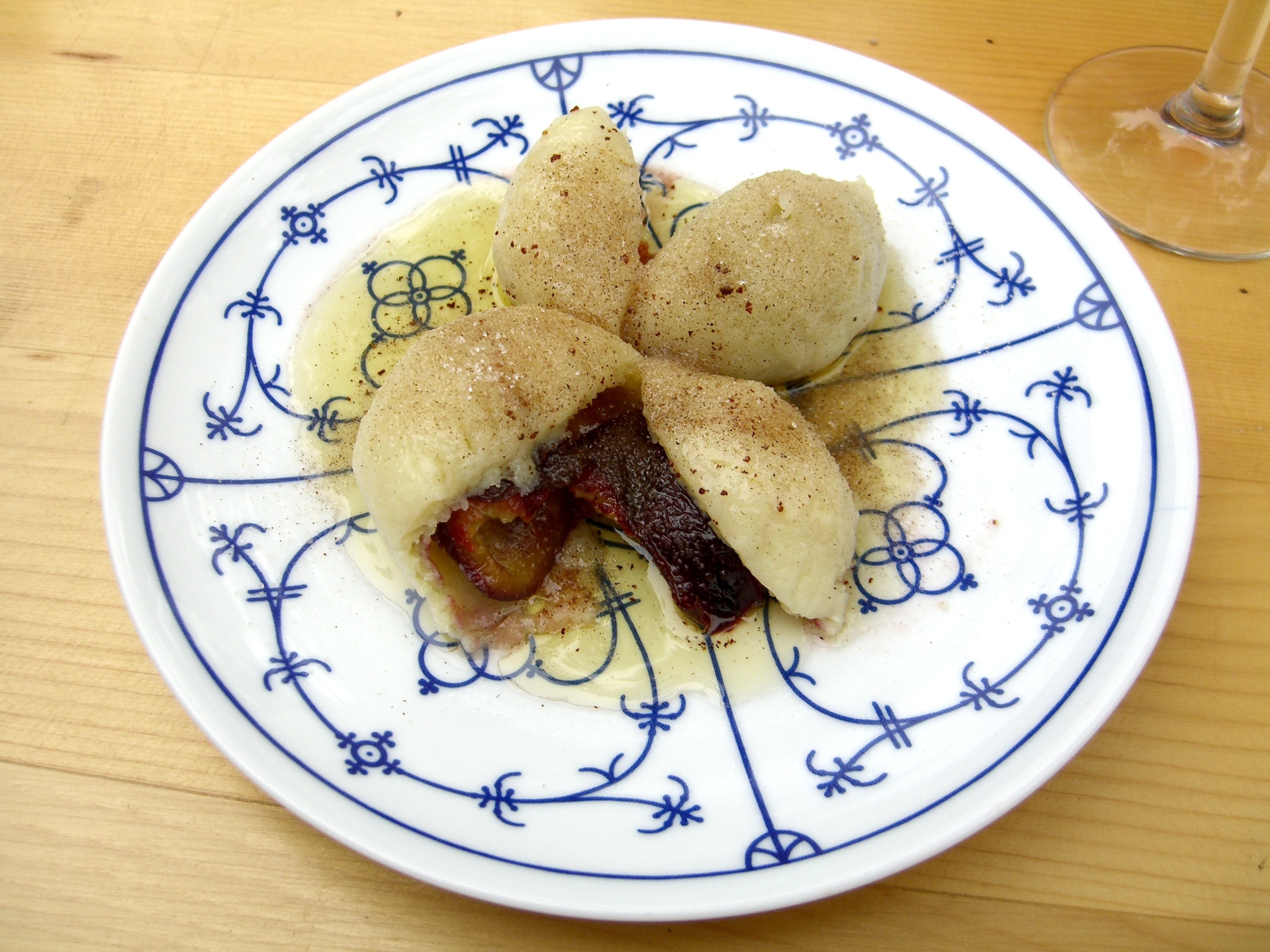
Zwetschgenknödel são klösse recheados, neste caso com doce de ameixa.
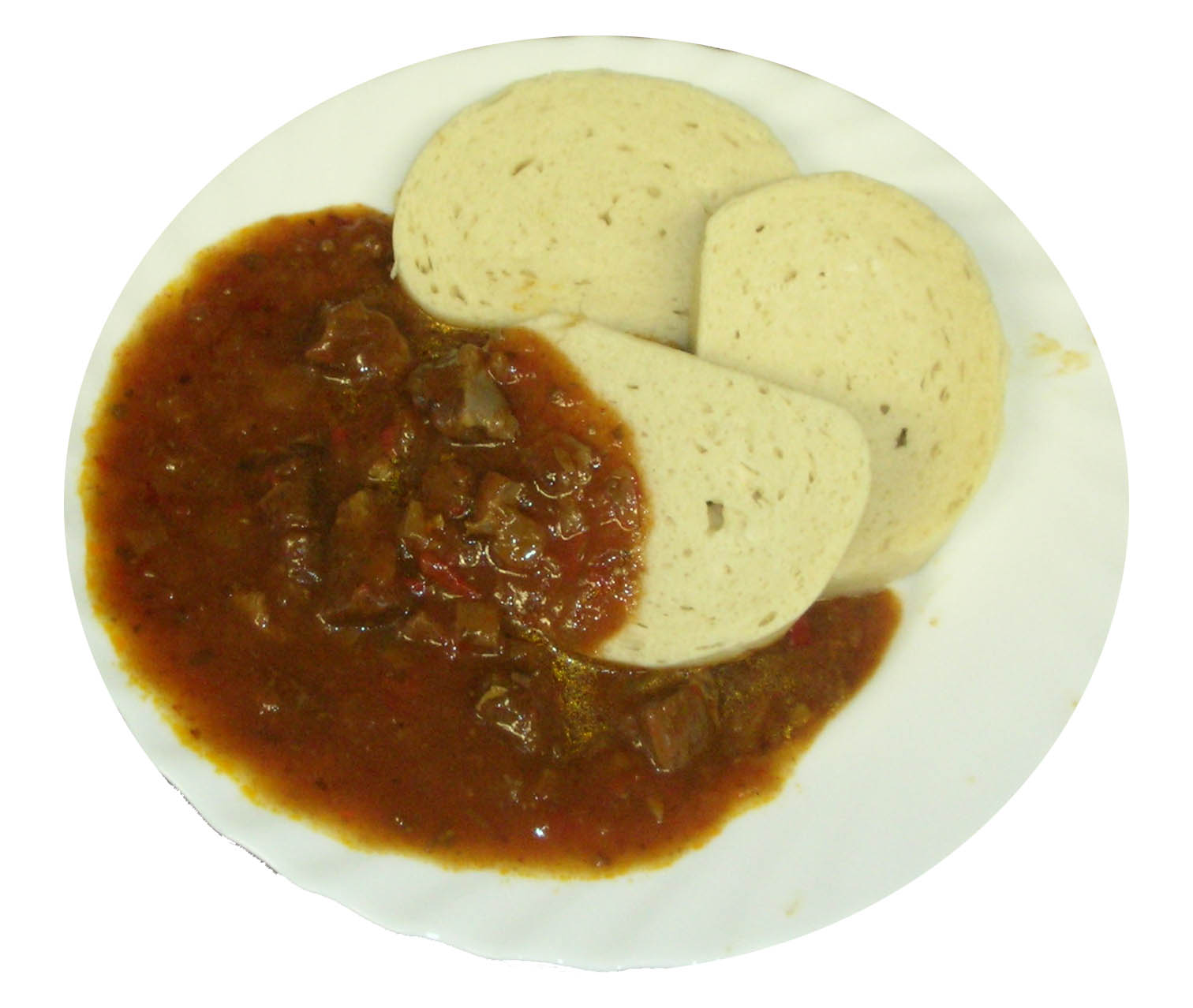
Böhmische Knödel ou klösse à moda da Boêmia servidos com goulash.
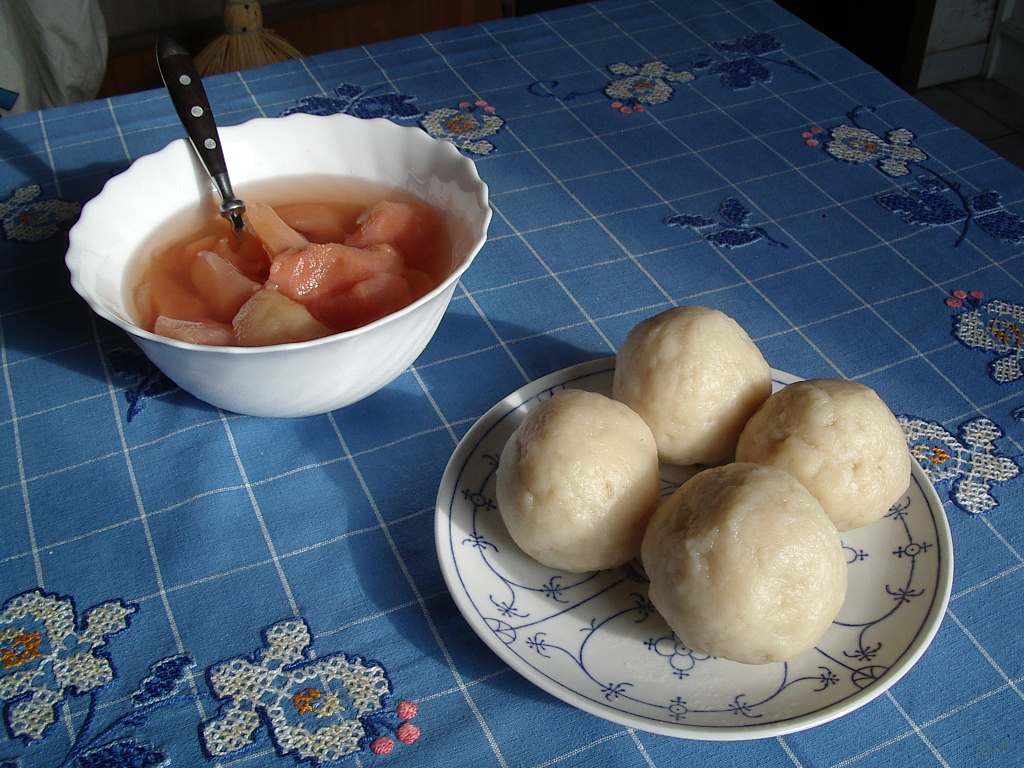
Mehlklöße ou Klösse de farinha servido com compota de pêra (Birnenkompott).
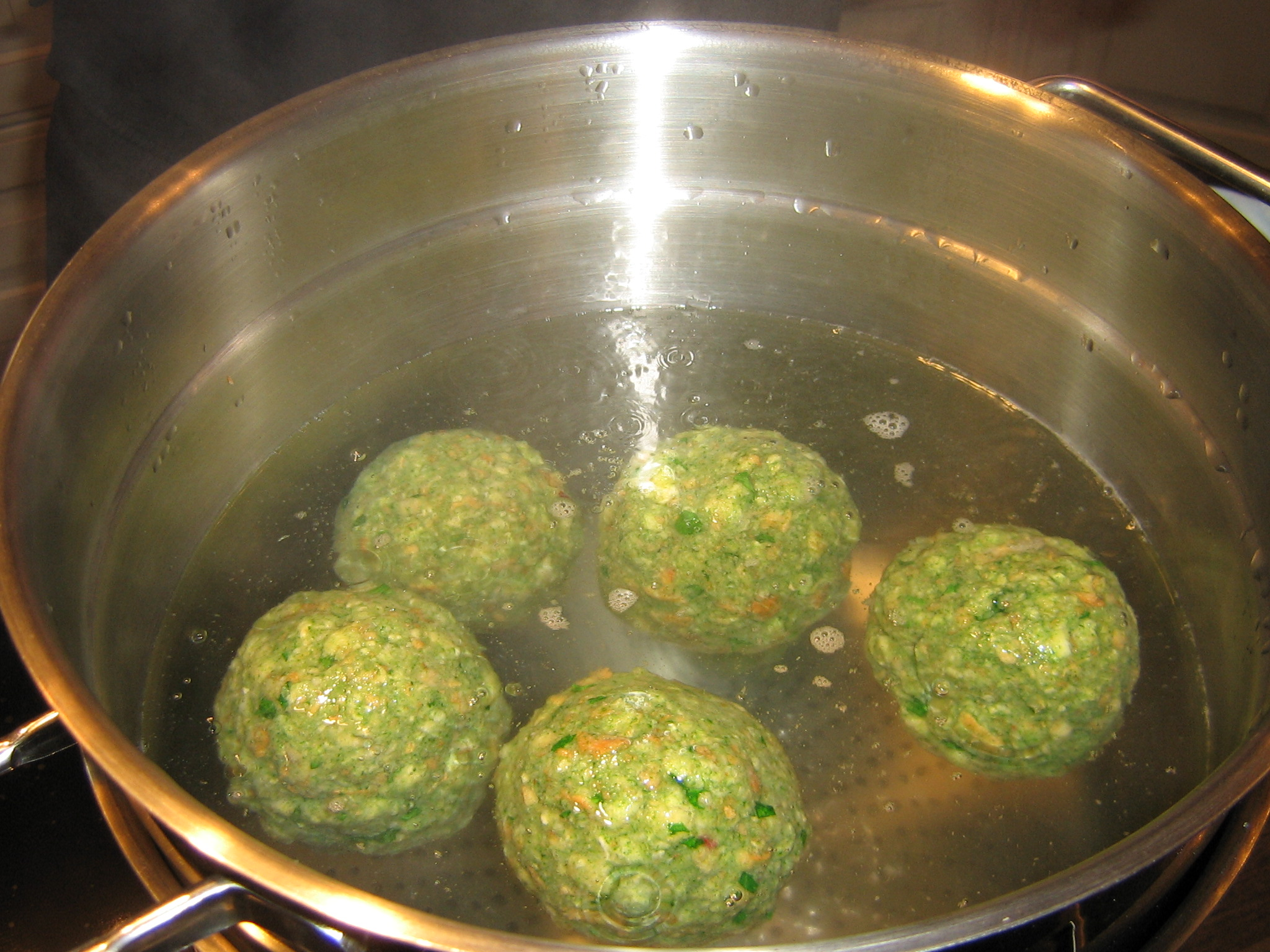
Spinatklöße ou Klösse de espinafre em processo de cozimento.